# Бжезе (Ґостинський повіт)
Бжезе (пол. Brzezie, нім. Birkenhain) — село в Польщі, у гміні Ґостинь Гостинського повіту Великопольського воєводства.
Населення — 739 осіб (2011).
У 1975-1998 роках село належало до Лешненського воєводства.

## Демографія
Демографічна структура станом на 31 березня 2011 року:
|          | Загалом | Допрацездатний вік | Працездатний вік | Постпрацездатний вік |
| -------- | ------- | ------------------ | ---------------- | -------------------- |
| Чоловіки | 368     | 75                 | 267              | 26                   |
| Жінки    | 371     | 79                 | 228              | 64                   |
| Разом    | 739     | 154                | 495              | 90                   |